# براکیپودوسور
براکیپودوسور (نام علمی: Brachypodosaurus gravis) نام یک گونه از راسته پرنده‌کفلان است.